# Medaille van verdienste voor de ontwikkeling van spoorwegen
De Medaille van verdienste voor de ontwikkeling van spoorwegen (Russisch: "Медаль «За развитие железных дорог" of "Medalj Za razvitije zjeleznych dorog") werd op 9 juli 2007 ingesteld. Het land is voor een groot deel van het vervoer op de spoorwegen aangewezen die door moeilijk toegankelijke gebieden werden aangelegd.
De medaille werd bij presidentieel decreet ingesteld. Meestal wordt de medaille toegekend aan iemand die al de eretitel van een "Geëerd transportwerker van de Russische Federatie". draagt.
Op de voorzijde van de ronde zilveren medaille, met een diameter van 32 millimeter, zijn naast elkaar een modern en een antiek treinstel afgebeeld. Op de keerzijde staat de opdracht "ЗА РАЗВИТИЕ ЖЕЛЕЗНЫХ ДОРОГ" (Russisch: "voor het ontwikkelen van de spoorwegen").
De medaille hangt aan een vijfhoekig opgemaakt groen lint met zwart-witte bies.